# Samdari
Samdari är en ort i Indien.   Den ligger i distriktet Bārmer och delstaten Rajasthan, i den nordvästra delen av landet, 600 km sydväst om huvudstaden New Delhi. Samdari ligger 143 meter över havet och antalet invånare är 17 915.
Terrängen runt Samdari är mycket platt. Runt Samdari är det ganska tätbefolkat, med 104 invånare per kvadratkilometer. Det finns inga andra samhällen i närheten. Trakten runt Samdari består till största delen av jordbruksmark.